# Карл фон Герлах
Карл фон Герлах (нім. Karl von Gerlach; 6 серпня 1894 — 24 червня 1941)— німецький офіцер, генерал-майор люфтваффе.

## Біографія
22 березня 1914 року поступив на службу в 4-й єгерський батальйону, командир взводу. Учасник Першої світової війни. З 13 травня 1916 року перейшов у авіацію. Після демобілізації армії залишений у рейхсвері.
З 28 серпня 1939 року — командир частин люфтваффе вищого армійського командування «Бласковіц». З 20 листопада 1939 року — начальник відділу постачання Імперського міністерства авіації. З 17 березня 1941 року — командир частин люфтваффе 2-ї танкової групи. Загинув в авіакатастрофі.

## Звання
- Фенріх (22 березня 1914)
- Лейтенант (28 серпня 1914)
- Обер-лейтенант (1 листопада 1924)
- Ротмістр (1 квітня 1929)
- Гауптман (1 жовтня 1933)
- Майор (1 жовтня 1934)
- Оберст-лейтенант (1 жовтня 1936)
- Оберст (1 січня 1939)
- Генерал-майор (1 червня 1941)

## Нагороди
- Залізний хрест 2-го і 1-го класу
- Почесний хрест (Ройсс) 3-го класу з мечами
- Рятувальна медаль
- Нагрудний знак «За поранення» в чорному
- Пам'ятний знак пілота (Пруссія)
- Почесний хрест ветерана війни з мечами
- Медаль «За вислугу років у Вермахті» 4-го, 3-го, 2-го і 1-го класу (25 років)